# Barrage policier
Pour les articles homonymes, voir Barrage (homonymie).

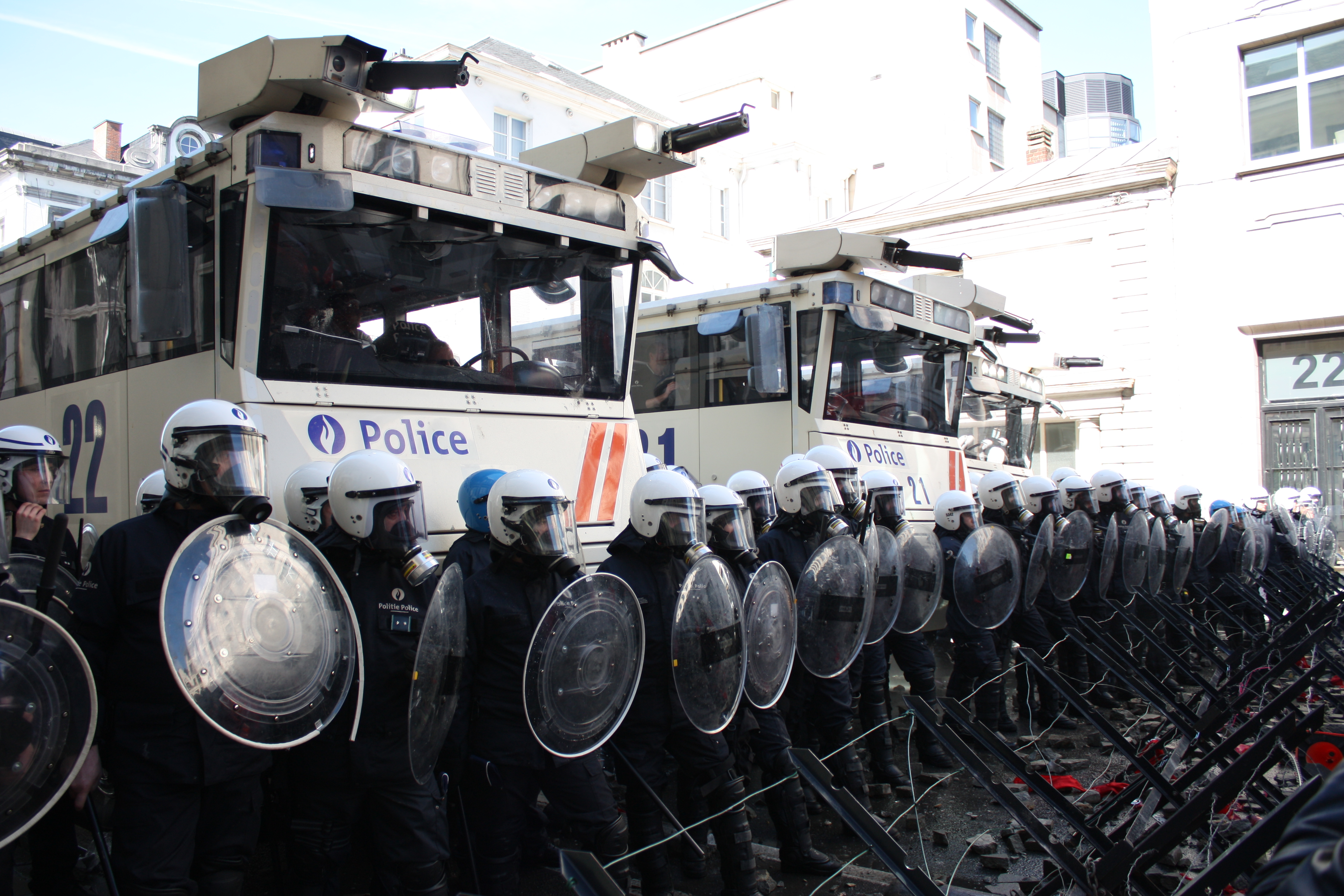
Barrage de police lors d'une manifestation à Bruxelles le 24-03-2011.

Un barrage policier est un dispositif déployé en un ou plusieurs endroits où la police contrôle l'entrée ou la circulation dans certains sites ou certaines rues.

## Présentation
Un barrage policier peut être établi pour contrôler le respect par les conducteurs de véhicules des règles de conduite, notamment la réglementation relative à la conduite en état d'alcoolémie ou sous l'empire de stupéfiants. Il nécessite en général plusieurs véhicules de police et son efficience est questionnable en comparaison de simples patrouilles.
Il peut être aussi utilisé pour bloquer la circulation à proximité d'une manifestation, notamment sportive, sur la voie publique.

## Exemples historiques

### Fort Chabrol (1899)

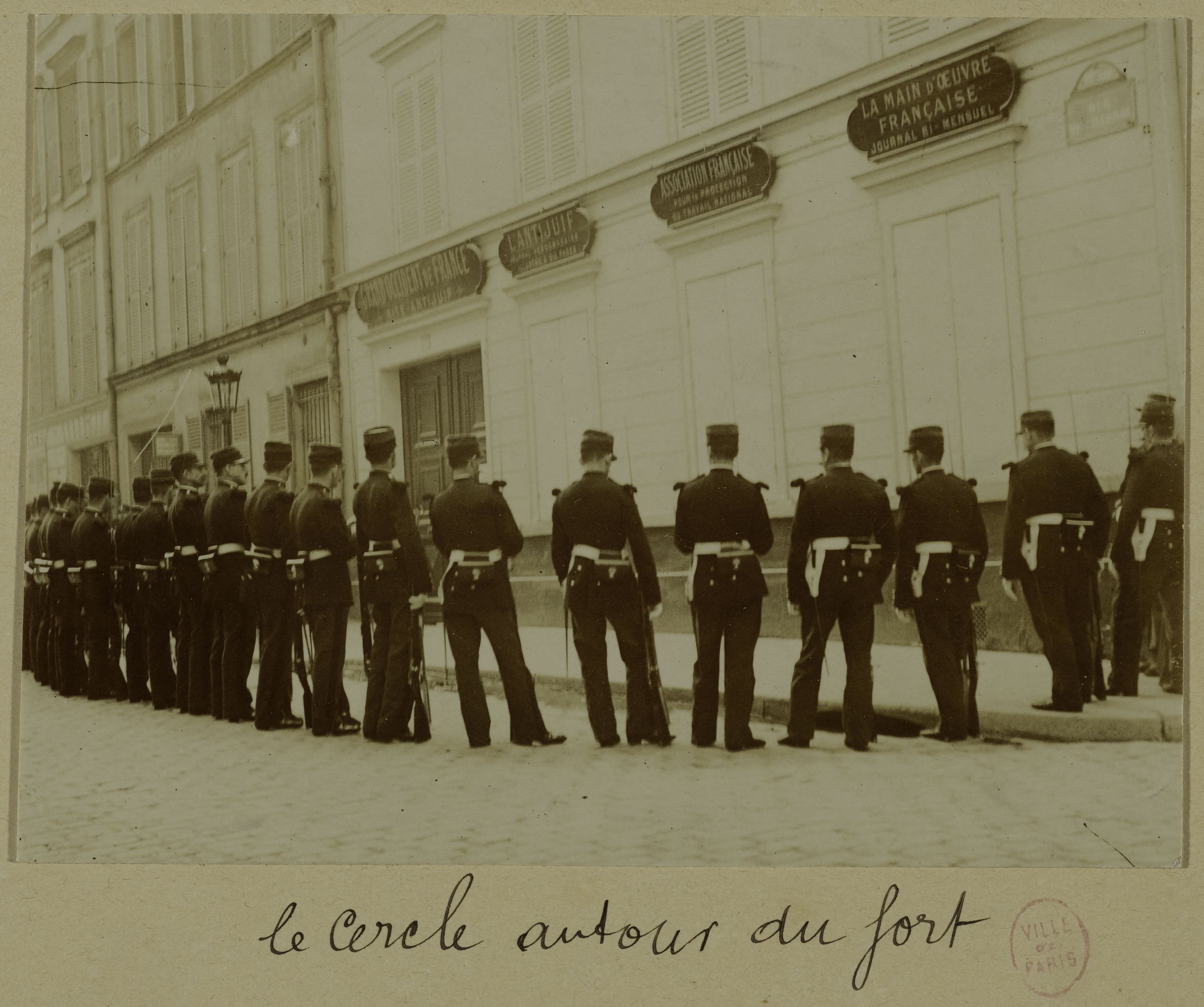
Barrage policier, rue Chabrol (1899).

Le journaliste Jules Guérin, anti-dreyfusard notoire, refusant d'obtempérer au mandat d'amener lancé contre lui se retrancha avec d'autres personnes, sympathisantes à sa lutte politique dans un immeuble du no 51, rue de Chabrol à Paris entre le 12 août au 20 septembre 1899. 
De nombreux partisans à sa cause tentent de lui venir en aide, afin de le ravitailler, mais ils doivent faire face à un très important barrage policier, installé devant l'immeuble

### Marches de Selma à Montgomery (1965)

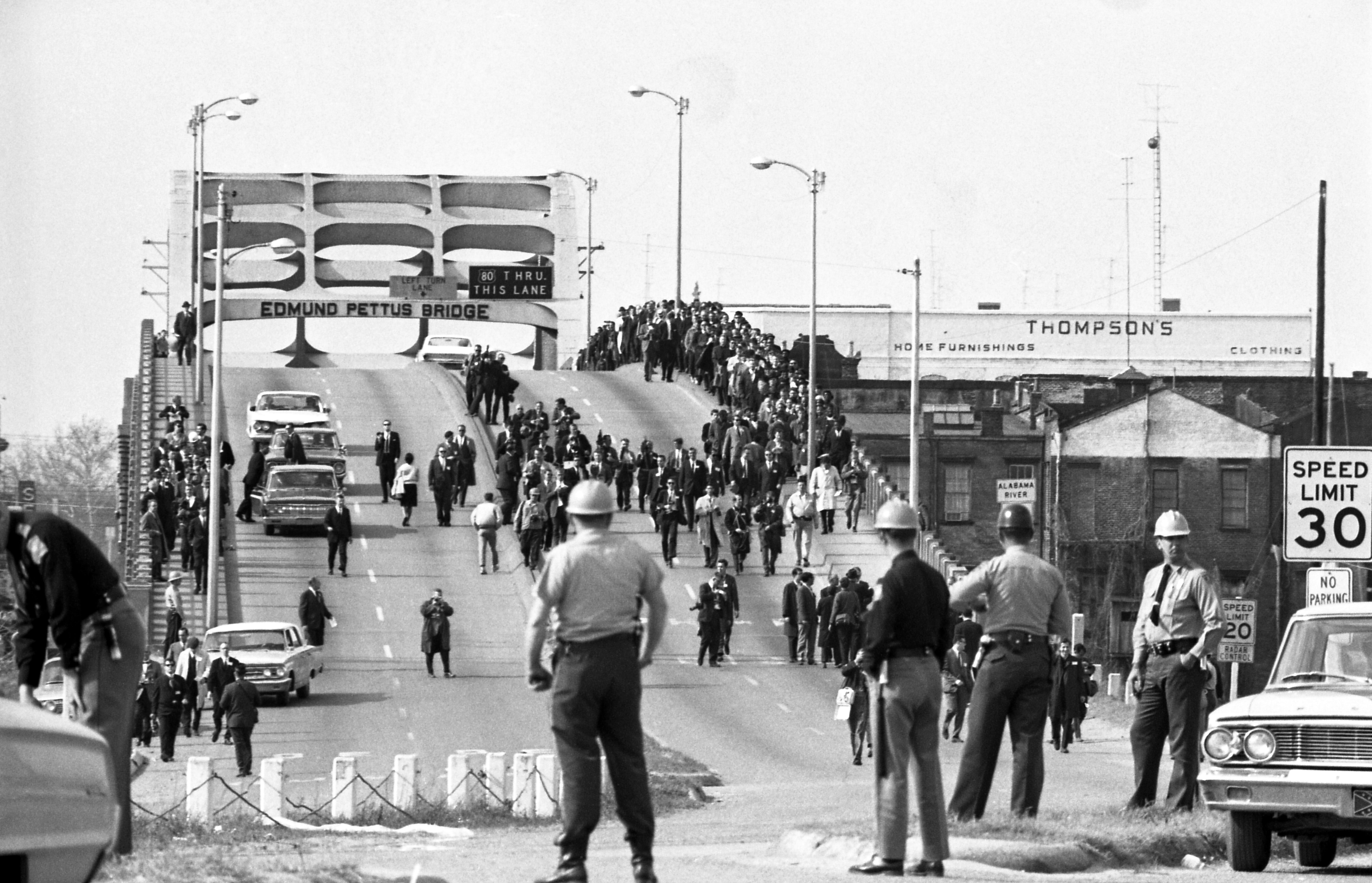
Barrage policier au pont Edmund-Pettus (1965)

Lors des trois marches de protestation contre la ségrégation raciale qui sévit dans cette partie des États-Unis d'Amérique et menées en Alabama en 1965, les manifestants de la deuxième marche organisée le mardi 9 mars 1965, en présence de Martin Luther King, les manifestants doivent faire face à un cordon policier à l'entrée du pont Edmund-Pettus, un pont routier situé à la sortie la ville de Selma, les obligeant à faire demi-tour. Par analogie avec le « bloody sunday » qui qualifie la première marche, celle-ci sera dénommée « turnaround Tuesday ».

### Mai-juin 1968
Selon David Korn-Brzoza, co-réalisateur du film documentaire 68, sous les pavés...les flics, lors des évènements de mai-juin 1968, certains barrages policiers ont été en fait formés d'unités mixtes de policiers et de gendarmes, des militaires pour qui la grève est interdite, sont venus compléter les effectifs des policiers afin de s'assurer de leur fidélité.

### Pandémie de Covid-19 (2020)

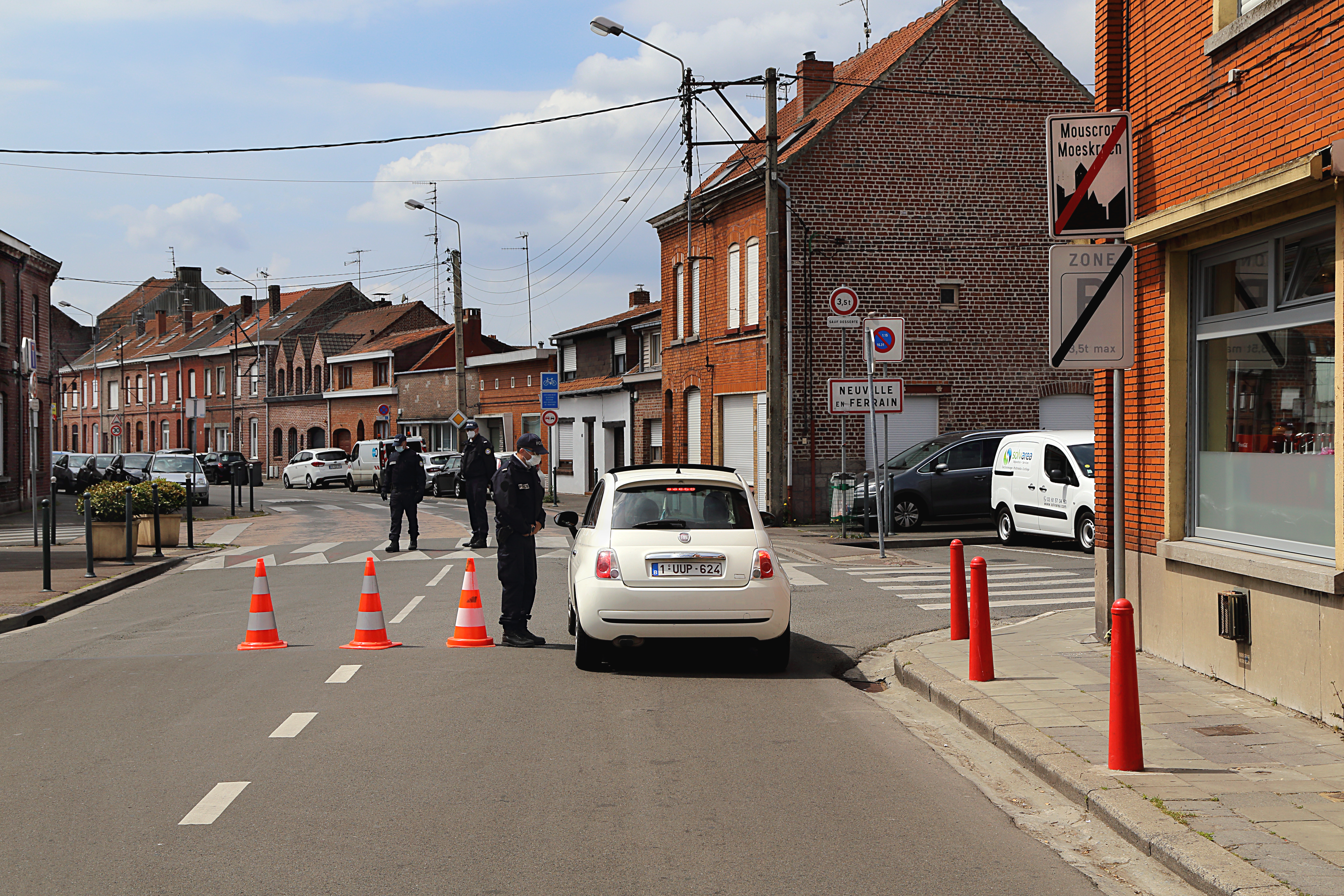
Barrage policier à la frontière franco-belge durant la pandémie de Covid-19

Durant la pandémie de Covid-19, des barrages policiers ont été déployés dans plusieurs pays pour sensibiliser la population aux consignes gouvernementales ou pour vérifier le respect des règles de confinement à domicile,.